# Oskar Haapaniemi
Oskar Valfrid Haapaniemi, född 27 augusti 1905 i Övertorneå församling, död 12 december 1972 i Övertorneå, var en svensk präst och författare.

## Biografi
Haapaniemi avlade studentexamen 1929 och teologie kandidatexamen i Uppsala 1934. Han blev vikarierande  komminister i Junosuando församling 1934, komminister där 1935, kyrkoherde i Pajala församling 1942 och i Övertorneå församling 1959 och utnämndes 1964 till prost. 
Haapaniemi talade både svenska och finska, och var en uppskattad talare och predikant på båda språken. Han medverkade bland annat vid flera tillfällen i Sveriges Radios morgonandakter. Han var väl förtrogen med den Laestadianska väckelsen, och åtnjöt stort förtroende bland dess företrädare. Han medverkade återkommande både som tolk och predikant vid denna väckelserörelses möten. 1960 erhöll Haapaniemi ett stipendium för studier gällande laestadianismen i USA.
Haapaniemi hade även ett betydande politiskt engagemang där han representerade högerpartiet.  Han blev ledamot av Norrbottens läns landsting från 1943, samt var dess vice ordförande 1956–1967. Han kandiderade till riksdagen på topplats för högern i Norrbotten bland annat i valen 1956 och 1960, men hade hela tiden fokus mot behov och möjligheter i hembygden. Han var bland annat en förgrundsgestalt i en masspetition 1957 där 3 000 tornedalingar vädjade till regeringen om investeringar och insatser för att förbättra infrastruktur och förutsättningar för näringsliv i Tornedalen.
Haapaniemi gifte sig 1934 med Karin Ragnhild Luttropp, med vilken han hade fem barn.

## Utmärkelser
- Finlands Lejons orden av 1:a klass[2]
- Nordstjärneorden[2]